# Dramaterapie
Dramaterapie je terapeutický přístup speciální a léčebné pedagogiky využívající divadlo jako prostředek léčby. V tomto případě divadlo nesleduje uměleckou složku dramatu, ale snaží se o jeho praktické využití. Dramaterapie se pomocí improvizovaných situací „tady a teď“ snaží zmírnit psychické poruchy, mentální postižení a psychologické či sociální problémy, vede klienty k prožívání emocí a integraci. Dramaterapie je definována s ohledem na vlastní metody, monografie a vznik asociací jako samostatný a svébytný obor pod názvem umělecké terapie (společně s muzikorteterapií, arteterapií a tanečně - pohybovou terapií). 
Dramatické prostředky vedle dramaterapie využívají i další terapeutické přístupy – psychodrama, sociodrama, psychogymnastika a teatroterapie. Dramaterapii nejbližší je teatroterapie, ta klade velký důraz také na konečný produkt (divadelní tvar inscenace). Psychodrama je na rozdíl od dramaterapie více realistické (klient hraje sám sebe) a individuální, tyto disciplíny se od sebe oddělily ve druhé polovině 20. století .

## Historie
První formy dramaterapie se velmi podobaly teatroterapii, kdy psychiatričtí pacienti zkoušeli a hráli předem napsané hry . Paradivadelní - dramaterapeutické principy jsou v antice spojeny s Aristotelovým objevem pozitivních účinků dramatu, také s pořádáním divadelních představení duševně postižených, které se pravidelně konaly v Athénách. Celius Aureus později rozdělil divadelní prostředky, tak aby vyvážily konkrétní duševní poruchu. První divadelní intervenci popisuje Hans Jakob Christoffel von Grimmelshausen v roce 1668. V ČR se dramaterapie začala rozvíjet koncem 90. let minulého století díky newyorskému dramaterapeutovi Michaelu D. Reismanovi, který působil v pražském sanatoriu Fokus .

## Prostředky
Dramaterapie na rozdíl od ostatních přístupů více využívá fikci a hru v roli. Je to také spíše skupinová aktivita, která primárně neřeší pouze problémy jednotlivce. Ze všech terapeutických přístupů vyžívajících divadlo, je dramaterapie nejblíže výuce klasické dramatické výchovy. Terapeut většinu času vystupuje v roli a klienty podněcuje improvizací .
Improvizace nejlépe odráží vnitřní stav jedince, jeho asociace, je zcela svobodná a rozvíjí spontaneitu. Také buduje schopnost okamžité reakce a od strukturované hry má blíže ke každodennímu životu. Improvizace může být plánovaná (klient je dopředu seznámen s místem, jaké v improvizaci zaujme), neplánovaná (klient má možnost volby vstoupit do improvizace) nebo nepřipravená (klient dopředu nezná roli ani situaci) .
Kromě improvizace dramaterapie ale využívá také řečové cvičení, dramatickou hru, práci s textem, hru v maskách, pantomimu atd .

## Klienti a cíle
Klienti dramaterapie jsou velmi rozdílní, může se jednat o jedince s mentálním postižením, autismem, psychotickými poruchami, poruchami učení nebo chování, či o jedince ve výkonu trestu. Dramaterapie se ve své podstatě může aplikovat téměř na každého jedince ve společnosti. Terapie se přizpůsobí problémům skupiny, ve které si každý jedinec individuálně řeší svoje problémy během skupinové tvorby .
Stejně jako klientela jsou tedy velmi variabilní i cíle dramaterapie od změny chování, očního kontaktu, rozvoje empatie, fantazie, rozvíjení sebedůvěry, integraci osobnosti, pocitu zodpovědnosti, kontrola vlastních emocí, sociální interakce . Specifické cíle sezení se potom liší podle skupiny klientů, u seniorů je hlavním cílem například cvičení paměti, u dětí s autismem docílení změny v jejich chování . Cíle dramaterapie lze vytyčit dle významné kanadské dramaterapeutky R. Emunahtakto :
- Zvyšování sociální integrace a interpersonální inteligence
- Získání schopnosti uvolnit se
- Zvládnutí kontroly svých emocí
- Změna nekonstruktivního chování
- Rozšíření repertoáru rolí pro život
- Získání schopnosti spontánního chování
- Rozvoj představivosti a koncentrace
- Posílení sebedůvěry a sebeúcty
- Získání schopnosti poznat a přijmout svoje omezení a možnosti [3]

## Techniky při terapeutických sezeních[4]

### Začátek
Pantomima, skupinová interakce, oční a tělesný kontakt, budování důvěry ve skupině
Cvičení na začátku sezení probíhají ve skupině, mají za cíl účastníky sezení uvolnit a jemně je začlenit do procesu dramatické hry. Využívá se např. chůze prostorem, kdy se při zastavení všichni účastníci podívají na jednoho, kterého zvolí terapeut. Pantomima se na začátku sezení využívá proto, aby se klienti mohli naplno soustředit pouze na jednu věc (výraz, gesto).

### Pokračování
Komunikace – k podnícení tvořivosti dramaterapie využívá cvičení jak nonverbální, tak verbální komunikace
Po „zahřívacích“ hrách se sezení více soustředí na improvizaci a hru v roli. Klienti dostávají role, ve kterých nějakou chvíli reagují buď ve dvojících nebo s terapeutem.

### Uzavření
Skupinová tvořivost – ve skupině jedinec poznává sám sebe, dosahuje úlevy od sociálních problémů a učí se interagovat se skupinou.
Závěrečná cvičení ve skupině utužují soudržnost, kterou si klienti během sezení vytvořili. Cvičení na konci sezení jsou většinou velmi tvořivá a mají prostor pro reflexi sezení.

## Asociace dramaterapie v Česku
- ČAMAD – Česká asociace muzikoterapie a dramaterapie
- ČAD – Česká asociace dramaterapeutů
- ADČR – Asociace dramaterapeutů České republiky
- MAUT - Dramaterapeutická asociace ČR

Odborná platforma pro články: časopis Uměleké terapie, Arteterapie a Tvořivá dramatika 

## Vzdělání
- Pedagogická fakulta UPOL
- Ateliér výchovné dramatiky pro neslyšící DIFA JAMU
- Pražská psychoterapeutická fakulta [2]
- DADA Extraart - dlouhodobý sebe-zkušenostní výcvik v DvT (Developmental Transformation)
- Akademie Alternativa s.r.o. - vzdělávání v oblastí uměleckých terapií (Studijní obor: Dramaterapie) [7]